# Eriocaulon sphagnicola
Eriocaulon sphagnicola är en gräsväxtart som beskrevs av Jisaburo Ohwi. Eriocaulon sphagnicola ingår i släktet Eriocaulon och familjen Eriocaulaceae. Inga underarter finns listade i Catalogue of Life.